# Loriguilla
Loriguilla es un municipio de la Comunidad Valenciana, España. Perteneciente a la provincia de Valencia, de la comarca del Campo de Turia. Pertenece a la segunda corona del área metropolitana de Valencia.

## Geografía
El municipio está dividido en dos debido a la construcción del embalse de Loriguilla, el pueblo actual, que se localiza en la comarca del Campo del Turia, y el término municipal originario, que pertenecía a la comarca de Los Serranos. Su relieve es muy montañoso, dominado por calizas jurásicas y cretácicas, con una altura media de 500 m. El río Turia ha erosionado las calizas y ha excavado un profundo valle, que a veces se convierte en garganta, discurriendo a una altitud media de 300 m. Las alturas más notables son las de los picos Peñalta (649 m) y El Alto (758 m), situados en la mitad septentrional, y el de Cinco Pinos (1171 m), situado en el extremo meridional.
Lo surcan varios barrancos como los del Corage, Alinoralla, Carcaz y Maniador. La rambla del Reatillo cruza el extremo suroeste. Son numerosas las fuentes, sobre todo en la mitad sur, destacando las de Fonfrilla y de la Puerca.
La superficie forestal ocupa el resto del término y está poblada de pinos y monte bajo, más abundante en la mitad sur que en la norte. Hay caza de perdices, liebres y conejos.
El lugar antiguo se halla sobre una superficie en la margen izquierda del río Turia y las casas de su parte más baja se hallan inundadas por el embalse. Se accede a esta población, desde Valencia, por medio de la CV-35.
Se accede al pueblo nuevo de esta localidad desde Valencia a través de la A-3 y tomando luego la CV-374.

### Localidades limítrofes
El término municipal de Loriguilla limita con las siguientes localidades:
Chelva, Chera, Cheste, Chiva, Chulilla, Domeño, Losa del Obispo, Requena, Ribarroja del Turia, y Sot de Chera todas ellas en la provincia de Valencia

## Historia
Aunque no existe ningún dato fidedigno sobre la fundación de Loriguilla, todo hace pensar que fue fundada por los romanos en el siglo I d. C. Según ciertos historiadores, su nombre debió proceder de la palabra LORIGA, por poseer esta villa buenas e importantes fábricas de esta especie de armadura formadas por tiras de cuero ensambladas formando escamas. Otra de las teorías acerca de la fundación romana la sostiene Sucías, avalando su tesis en una lápida de mármol plomizo hallada en 1790 por el conde de Lumiares en sus proximidades que lleva la siguiente inscripción: “L. VALORIO TEMPESTIVO POMPEIIA PATERNA.MARITO.ET SIBI”. Su traducción es: “Pompeya paterna, para L. Valerio Tempestivo, su marido y para sí”.
Tras la dominación romana, debemos suponer que Loriguilla, como todo el Valle de Chelva, fue ocupada por los visigodos.
Durante la dominación árabe, la comarca de Chelva y por ende el término de Loriguilla perteneció al pequeño reino de taifa de Hisn Albont, hoy Alpuente o Alpont (en valenciano).
En lo referente a la Edad Media se sabe que conquistado el Reino de Valencia por Jaime I, en el Llibre del Repartiment que hizo a favor de los caballeros que le ayudaron a su empresa, donó en 1257 a Pedro Fernández de Azagra, Señor de Albarracín, el Castillo y Villa de Chelva incluyendo entre otras pertenencias la territorial de Loriguilla. A la muerte de Pedro Fernández, pasó este Señorío a su hijo primogénito Álbar, de quien, no teniendo descendencia masculina, lo heredó su hija Elsa Álvarez de Azagra, a quien casó en 1255 con el Infante Jaime de Jérica, hijo del rey Jaime I y de Teresa Gil de Vidaure. En 1369 Juan Alonso V de Jérica y VII de Loriguilla cede Domeño y las alquerías de Loriguilla y Calles así como todas las tierras que los musulmanes poseían, a Martín Gabarda, el Menor, y varios caballeros más. Durante toda la alta y la Baja Edad Media se desarrollan muchos pleitos sucesorios destacando que en 1390, con motivo de la guerra sostenida entre el rey Juan I de Aragón y el conde de Armenaque, por haber invadido este el condado del Rosellón, Pedro Ladrón de Vilanova pasa a ser primer Vizconde de Chelva (y por tanto Señor de Loriguilla) en reconocimiento por su ayuda al rey en esta batalla.
En 1599 el rey Felipe II secciona el territorio del Vizcondado en dos, quedando como sigue: dentro del Condado de Sinarcas, los pueblos de Benagéber, Calles, Domeño, Loriguilla, y por otra parte la villa de Chelva que siguió con una autonomía propia, siendo los dos señoríos de la casa de los Ladrón de Pallás hasta 1670 cuando se encarga a Gaspar de Frígola el gobierno de estos territorios, caballero del hábito de Nuestra Señora de Montesa.
El 20 de abril de 1773 se lleva a cabo la incorporación de Loriguilla a la Corona Real, con reserva de determinados derechos a favor del entonces señor territorial conde del Real y de Almenara, de la Casa del duque de Villahermosa. El 5 de octubre de 1885 se aprueba definitivamente el amojonamiento definitivo del término de Loriguilla, tras quince años de disputas entre los pueblos de Domeño y Loriguilla.
En 1955, la Confederación General de Obras Hidráulicas aprobaba un proyecto de creación de un embalse de 53,4 Hm³. En 1959 y tras diversas y duras negociaciones tripartitas (Estado-Delegación-Ayuntamiento) con el objetivo de que Loriguilla no saliera de la provincia de Valencia, el municipio se traslada de Los Serranos a la Plana de Cuart (Pla de Quart en valenciano), a la partida de la Masía del conde, con el objetivo de construir el Embalse de Loriguilla que dejaría las tierras fértiles de Loriguilla y Domeño bajo sus aguas, y comenzando un nuevo rumbo a tan sólo 18 kilómetros de la ciudad de Valencia y con unas nuevas comodidades y ventajas para su desarrollo. En 2009, el Ayuntamiento de Loriguilla inaugura en el antiguo enclave de Loriguilla en Los Serranos, un Complejo Turístico Rural que pretende recuperar el entramado urbano y poner en valor su gran patrimonio natural, histórico y etnológico.

## Demografía
Loriguilla cuenta con una población de 2186 habitantes (INE 2024).
| Gráfica de evolución demográfica de Loriguilla entre 1842 y 2021                                                    |
| |
| Población de derecho según los censos de población del INE Población de hecho según los censos de población del INE |

## Economía
En las tierras pertenecientes al antiguo pueblo la economía está basada en la agricultura de secano y en la ganadería. El pueblo nuevo cuenta con terrenos de regadío a cambio de las que fueron anegadas por las aguas del embalse. También siendo importante la industria.

## Administración y política
| Periodo   | Nombre | Partido             |
| --------- | --- | ------------------- |
| 1979-1983 | Jesús Cervera Cervera                                                                                       | Independiente       |
| 1983-1987 | Jesús Cervera Cervera                                                                                       | AP                  |
| 1987-1991 | Miguel Cervera Moratín                                                                                      | UV                  |
| 1991-1995 | Francisco Moratín Boronat                                                                                   | PP                  |
| 1995-1999 | Francisco Moratín Boronat                                                                                   | PP                  |
| 1999-2003 | Miguel Cervera Moratín Francisco Moratín Boronat José Javier Cervera Soria                                  | UV Independiente PP |
| 2003-2007 | José Javier Cervera Soria                                                                                   | PP                  |
| 2007-2011 | José Javier Cervera Soria                                                                                   | PP                  |
| 2011-2015 | José Javier Cervera Soria                                                                                   | PP                  |
| 2015-2019 | Manuel Cervera Aliaga (2015-2017) Sergio Alfaro Cervera (2017-2019)                                         | PSPV-PSOE Cs        |
| 2019-2023 | Sergio Alfaro Cervera (3 años) Carlos Eusebio Rodado Díaz-Cano (6 meses) Montserrat Cervera Soria (6 meses) | Cs PSPV-PSOE UCIN   |
| 2023-act. | Montserrat Cervera Soria                                                                                    | UCIN                |

## Patrimonio
El actual municipio de Loriguilla en el Campo de Turia ocupa una de las superficies más bellas de la vega del Llano de Cuart. Este municipio está considerado uno de los pueblos con más zonas verdes de la Comunidad Valenciana, por lo que se hace imprescindible el paseo por sus anchas y ajardinadas calles, o por las calles del paseo de Valencia, la avenida Joaquín Lleó, la fuente de la Soledad o la plaza del Ayuntamiento. También podemos visitar por sus frescas umbrías y amplias zonas de recreo el polideportivo municipal con un campo de fútbol de última generación y servicios de piscina, frontón y bar-restaurante.
- El recurso histórico más importante de Loriguilla la nueva es sin duda, la Masía del conde de Torrefiel (s. XIX), un caserío agroganadero que responde a la tipología de casa con un patio articulado a sus espaldas, alrededor de la cual se disponen las diferentes dependencias económicas y de servicio. Con el tiempo, y conforme crecía la explotación, se fueron añadiendo diferentes cuerpos al lateral que mira a levante. El tipo de fábrica utilizado en su construcción es la mampostería para los parámetros murales y el ladrillo para reforzar esquinas, puertas y ventanas. De este edificio es de reseñar el interés arquitectónico que de las naves diáfanas situadas al norte y al sur, de dos alturas y carácter originariamente fabril, por permanecer prácticamente inalteradas y fieles a la concepción original del conjunto de la Masía. De ellas presenta un mejor estado de conservación la situada al norte, presentando la del sur una torre central que proporciona a la identificación del conjunto edificado desde una percepción lejana. Presenta interés, asimismo, el patio central accesible desde el oeste para el paso de ganado y mercancía, habiendo sido objeto de posteriores reformas las piezas de vivienda recayentes al mismo y al jardín situado al este, como queda de manifiesto en el diferente tratamiento de zócalos y pavimentos, con edades que abarcan desde finales del XIX hasta prácticamente nuestros días. El conjunto ornamental de azulejos que podemos encontrar en todo su interior es de señalar ya que presenta características geométricas y orientalizantes en policromía, que juegan con los diferentes usos que se le daban a los espacios del edificio. La fábrica de estos proviene de los hornos de Manises habiendo estado pintados a mano por lo que el valor de los mismos ya es notorio. En el jardín del este son de destacar el conjunto de cuatro palmeras centenarias que fueron plantadas al fin de la construcción de la masía.[3]
- la capilla de San Antonio Abad, como antiguo centro de reunión de los agricultores que trabajaban para el conde, allí no sólo se reunían para celebrar el culto ordinario sino que llevaban a cabo las tareas de organización del campo y del ganado. Esta capilla presenta, un pequeño altar en forma de retablo, donde se encontraba un mosaico cerámico del santo patrono de los animales, con unas yeserías que recuerdan al estilo artístico del Neoclásico.[3]
- La Masía del conde dejó de funcionar a lo largo de la primera mitad del siglo XX. Finalmente, el Instituto Nacional de Colonización compró a la REVA la Masía del conde y sus tierras para reubicar en los años sesenta el lugar nuevo de Loriguilla.No resulta ambicioso señalar que desde el año 2001 y con motivo de la aprobación del Plan General de Ordenación Urbana de Loriguilla, esta Masía pertenece al Catálogo de Bienes y Espacios Protegidos que se contempla en dicho plan. Desde ese momento, el Ayuntamiento de Loriguilla tiene previsto su total recuperación y adecuación como elemento potencial turístico y cultural, destinando una parte de ella a la creación de un restaurante y un hotel rural, y el resto de la Masía como contenedor cultural de primer orden para la provincia.[3]
- Otro edificio a visitar en la nueva Loriguilla es la iglesia parroquial de San Juan Bautista que fue inaugurada como tal el 1 de marzo de 1968, cuando dejó de funcionar la iglesia de Loriguilla viejo y el pueblo se trasladó de la Serranía al Camp de Túria. El nuevo pueblo, instalado en el Pla de Quart, se caracteriza por un trazado ortogonal, con la calle Mayor como eje central que desemboca en la pequeña colina o altozano donde está la plaza del Ayuntamiento. Como ocurría en las plazas nueva y vieja del pueblo antiguo, allí encontramos los edificios principales de la localidad: el Ayuntamiento y la Casa del Secretario, la antigua casa de la farmacia y la abadía, con la iglesia presidiendo el punto más alto.[3]
- La iglesia y campanario de Loriguilla ocupan un solar de 624 m cuadrados. Presentan un estilo propio de este tipo de arquitecturas de época franquista: construcciones seriadas e integradas en un conjunto urbano de estilo racionalista y funcionalista. Este movimiento arquitectónico nace en la posguerra y supone un cambio cultural y económico, al que la arquitectura responde con la paralización del proceso de modernización. Mientras que en los años 40 se reutiliza el academicismo e historicismo, en los años 50 se inicia una recuperación hacia estilos más modernos. El racionalismo pronto es desechado por considerarse un símbolo de modernidad de la Segunda República española y algunos arquitectos tienen que exiliarse por motivos políticos. Ante la incapacidad de crear una arquitectura del nuevo régimen la arquitectura decidida es continuidad del eclecticismo académico de los años 20. Así pues la iglesia de Loriguilla la nueva está construida bajo el interés de armonizar la función y la construcción del conjunto del nuevo asentamiento. El modelo constructivo se asemeja al que podemos encontrar en otras localidades como Domeño nuevo y San Antonio de Benagéber nuevo.[3]
- Otra de las construcciones a visitar sería la ermita de la Soledad a tan sólo un kilómetro de la población. Se trata de un edificio de planta rectangular realizado en una fábrica que combina el ladrillo enlucido con la piedra de mampostería careada. La cubierta es a una vertiente de teja árabe, con la entrada a la ermita cerrada en un porche sostenido con cinco pilastras de mampostería en talud. En el lado que mira a mediodía, se levanta una espadaña de mampostería coronada por una pequeña campana. Esta fue bautizada con el nombre de Pilar en el año 1967. El interior, antiguamente iluminado con vidrieras, tiene como único tesoro la imagen del Corazón de Jesús. Es de destacar que desde 2006 el altozano de la ermita de Soledad está considerado como parque Mediterráneo de la ermita-Borreguillo, por el que mientras se pasee se podrán observar especies vegetales y animales de carácter autóctono. Más que recomendable es la parada en el Mirador de Valencia donde se puede ver toda la extensión urbana de la ciudad.[3]
- En Loriguilla viejo y a nivel patrimonial no podemos dejar de visitar la antigua ex iglesia de San Juan Bautista construida en el siglo XVIII, que hasta el 1863 fue ermita de Domeño, aun teniendo esta más valor patrimonial y más almas en su municipio. De ella quedan en pie las yeserías neoclásicas del cuerpo central así como el altar mayor, desapareciendo la cúpula que albergaba en su interior frescos de Palomino.[3]
- Un alto valor etnológico presentan las partidas del Alto de la Cruces, la Casica Pilatos, los Corrales de Alfarandín, las Casas de Medién, el Camino de los Olivastros o la Cueva Martín.[3]
- Es de destacar como árbol singular la “Garroferica de la Cruces” por ser este un símbolo inequívoco de reunión entre los antiguos labradores del pueblo.[3]

## Deportes
Loriguilla cuenta con varios clubes en su pabellón multiusos, de balonmano, baloncesto, con un equipo en 1a división fbcv, y otros como el Sporting C.F. Loriguilla y actividades deportivas (zumba, pádel, atletismo,etc.)

## Fiestas locales
- Fiestas patronales. Se celebran el 24 de junio en honor de San Juan Bautista. Y el último fin de semana de agosto en honor a su patrona la Virgen de la Soledad.[4]